# Kimmeridge
Kimmeridge est un petit village du Dorset, Angleterre. Il se trouve sur la côte de la Manche (mer). Il a une population de 110 habitants.

## Géographie

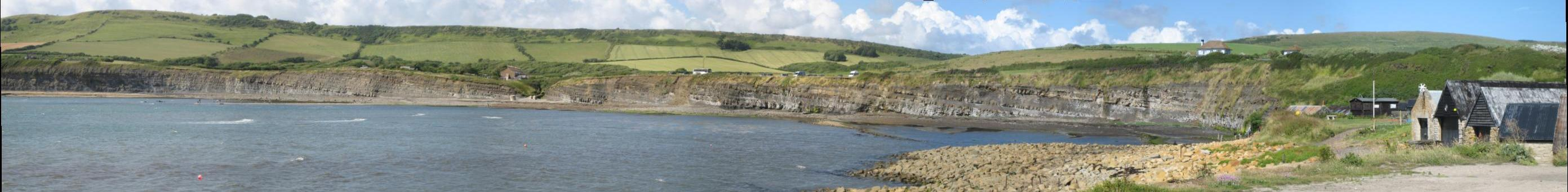

Le village se situe au bord d'une falaise de schiste datant du Jurassique. Le Kimméridgien (deuxième époque stratigraphique du Jurassique supérieur) tire d'ailleurs son nom du village.
On trouve une configuration des falaises équivalente de l'autre côté de la Manche en Normandie à Octeville-sur-Mer.

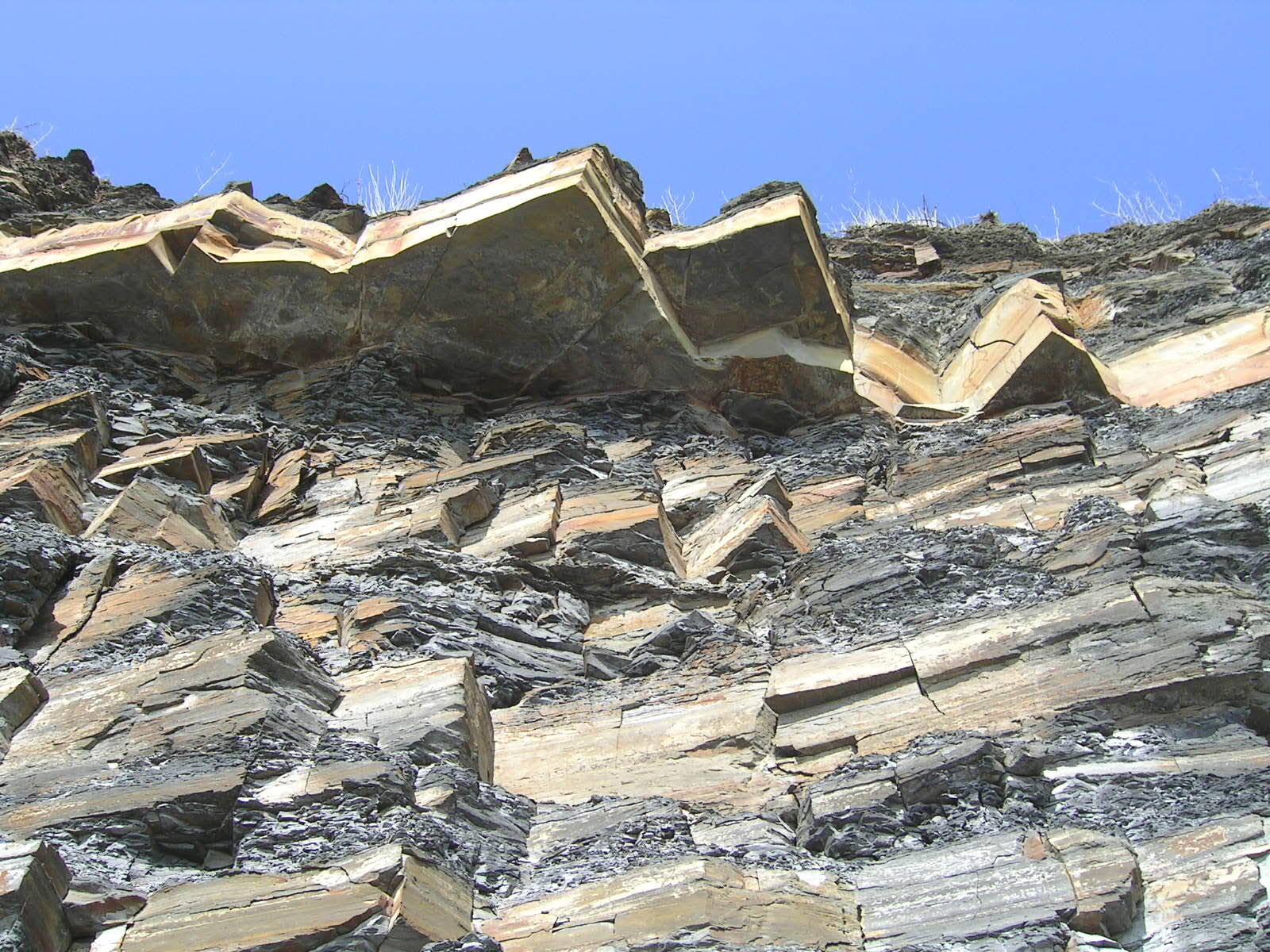
Falaise de schiste datant du Jurassique à Kimmeridge
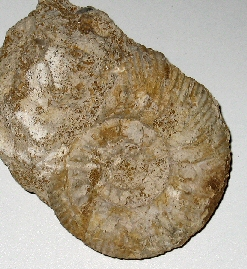
Ammonite fossilisée et encastrée dans un rocher sur la plage de Kimmeridge